# Musée national des Beaux-Arts (Cuba)
Le musée national des Beaux-Arts, à Cuba (en espagnol : Museo Nacional de Bellas Artes) est un musée d'art ancien et moderne de La Havane à Cuba. Il possède la plus importante collection d'art cubain du monde et une des plus importantes collections d'art occidental d'Amérique latine.

## Histoire

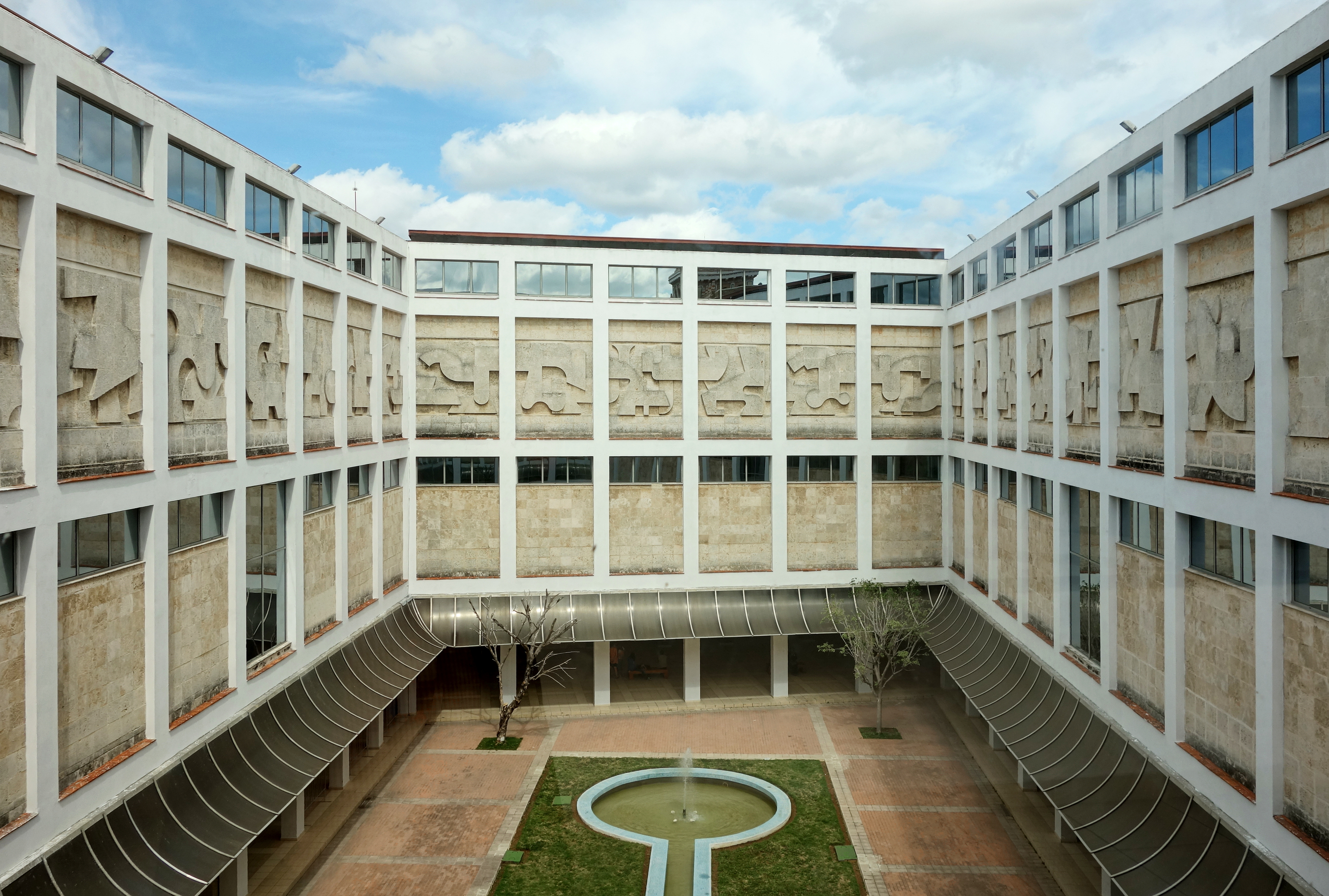
Cour intérieure du Palacio de Bellas Artes.

Initialement nommé Museo Nacional de la República (« musée national de la République »), le musée a été inauguré le 23 février 1913. Après plusieurs déménagements, le musée est depuis 2001 réparti dans deux bâtiments : un bâtiment moderne, le « Palacio de Bellas Artes » (le palais des Beaux-Arts), construit sous l'impulsion de la Première dame Marta Fernandez Miranda de Batista et inauguré le 18 juin 1954, qui abrite les collections d'art cubain, et un bâtiment ancien, le « Palacio del Centro Asturiano » (le palais du Centre asturien), qui a ouvert ses portes en 1927 et qui abrite le reste des collections. Le premier couvre 18 083 m2, dont 7 538 m2 de surface d'exposition, et le second 15 054 m2 dont 4 873 m2 de surface d'exposition.
En février 2014, le Conseil national du patrimoine culturel de Cuba indique que 70 œuvres ont été volées. Mais il n'y a pas eu d'effraction, il est donc impossible de savoir quand. L’UNESCO a dressé une liste de celles-ci,.

## Collections
La collection d'art cubain compte plus de 4 300 peintures, 12 800 dessins et gravures et 285 sculptures. Parmi les artistes de la période coloniale, on trouve notamment des œuvres de Jean-Baptiste Vermay, José Nicolás de la Escalera, Vicente Escobar, Víctor Patricio et Guillermo Collazo. L'académisme cubain et le XIXe siècle sont représentés par Armando Menocal, Leopoldo Romañach ou Rafael Blanco Estera. Les artistes du début du XXe siècle comprennent notamment Fidelio Ponce de León, Amelia Peláez, Víctor Manuel García, Carlos Enríquez,Mario Carreño Morales, Roberto Diago et Wifredo Lam. Enfin, l'art contemporain est représenté par Hugo Consuegra, Guido Llinás, Moises Finalé, Servando Cabrera Moreno, Antonia Eiriz, Raúl Martínez, Manuel Mendive,Joaquin Ferrer, Ever Fonseca, Aldo Menéndez, Roberto Fabelo, Tomás Sánchez, Nelson Domínguez, Zaida del Río, Belkis Ayón ou encore José Bedia Valdés.
La collection d'art occidental compte plus de 1 600 peintures, 126 sculptures et 8 000 dessins et gravures qui s'étendent du Moyen Âge au XXe siècle. La plupart des écoles européennes, espagnoles, italiennes, françaises, flamandes, hollandaises, anglaises et allemandes, sont représentées ainsi que quelques exemples des écoles latino-américaines et d'Amérique du Nord.
En mai 2021, une vingtaine d'artistes cubains dont Tania Bruguera, Sandra Ramos, Carlos Garaicoa, Sandra Ceballos, Juan Ballester Carmenates (en) et Tomas Sanchez demandent le retrait de la vue de public de leurs œuvres du Musée national des Beaux-Arts en soutien à Luis Manuel Otero Alcántara,  « séquestré et maintenu sans communication par la sécurité de l'État » depuis le 2 mai. Le Musée national des Beaux-Arts rejette cette demande qui n'est pas, selon son communiqué, en accord avec l'intérêt du public,,.